# می قلماوی
مِی قَلَماوی (انگلیسی: May Calamawy؛ عربی: مي القلماوي؛ زادهٔ ۲۸ اکتبر ۱۹۸۶) یک هنرپیشه مصری-فلسطینی است که از سال ۲۰۱۵ در ایالات متحده کار و اقامت داشته‌است. او برای نقش‌هایش در سریال تلویزیونی آمریکایی رامی در نقش دنا حسن و شوالیه ماه  در نقش لیلا الفاولی شناخته می‌شود.

## اوایل زندگی
قلماوی در ۲۸ اکتبر ۱۹۸۶ در بحرین از پدری مصری که به عنوان بانکدار کار می‌کرد و مادری فلسطینی-اردنی به دنیا آمد. او یک برادر بزرگتر دارد. او که بیشتر در بحرین بزرگ شده بود، قبل از دوازده سالگی، شش سال را بین دوحه، قطر، و هیوستون، تگزاس زندگی کرد. قلماوی انگلیسی و عربی صحبت می‌کند.
او پس از تماشای فیلم مرگ درخور اوست در سال ۱۹۹۲ هنگامی که کودک بود الهام گرفت تا بازیگر شود.
قلماوی دبیرستان را در بحرین به پایان رساند و در ۱۷ سالگی برای تحصیل در رشته طراحی صنعتی به خواسته پدرش به بوستون، ماساچوست نقل مکان کرد. او سپس به مدت پنج سال در دبی زندگی کرد و سپس به ایالات متحده بازگشت تا حرفه بازیگری را دنبال کند.
او به کالج امرسون درخواست داد و به والدینش گفت: «اگر وارد شوم، می‌روم.» او پذیرفته شد و مدرک کارشناسی خود را در رشته تئاتر دریافت کرد. قلماوی همچنین در ویلیام اسپر استودیو در شهر نیویورک تحصیل کرده‌است.

## حرفه
قلماوی کار خود را با بازی در فیلم‌های کوتاه آغاز کرد و قبلاً با نام کامل خود، می القلماوی، شناخته می‌شد. او بعداً آن را به می قلماوی تغییر داد. پس از تحصیل در کالج، در جشنواره کمدی عرب آمریکایی نیویورک شرکت کرد. از سال ۲۰۰۹ تا ۲۰۱۴، او زمان خود را بین دبی و ابوظبی تقسیم می‌کرد و در فیلم‌های کوتاه و تلویزیون بازی می‌کرد.
اولین نقش اصلی او در فیلم جن از توبی هوپر در سال ۲۰۱۳ بود که اولین فیلم ترسناک تولید شده در امارات متحده عربی بود.
در سال ۲۰۱۷، او نقشی تکراری در مینی سریال راه طولانی خانه از نشنال جئوگرافیک و نقش‌های مهمان در خانم وزیر داشت. سال بعد، او در سریال تلویزیونی درام جنایی اف‌بی‌آی از سی‌بی‌اس به عنوان مهمان بازی کرد.
در اکتبر ۲۰۱۸، اعلام شد که او نقشی را در سریال کمدی-درام رامی با بازی خواهر رامی، دنا حسن خواهد داشت. در سال ۲۰۲۰، او در بازی ویدیویی ان‌بی‌ای ۲کا۲۱ به عنوان الی مالیک صداپیشگی کرد.
در سال ۲۰۲۱، او در فیلم باهم باهم، با اد هلمز و پتی هریسون ظاهر شد. در ژانویه همان سال، اعلام شد که او در مینی‌سریال شوالیه ماه از دیزنی پلاس ظاهر می‌شود که در ۳۰ مارس ۲۰۲۲ نمایش داده شد، که در آن کالااوی نقش لیلا الفاولی، باستان‌شناس مصری و همسر بیگانه مارک اسپکتور (با بازی اسکار آیزاک) را بازی کرد. لیلا اولین شخصیت و ابرقهرمان عرب در دنیای سینمایی مارول است.

## زندگی شخصی
او مبتلا به آلوپِسیا آره‌آتا است و اولین بار در سن ۲۲ سالگی با این بیماری تشخیص داده شد. آلوپسی او در خط داستانی شخصیت او دنا حسن در رامی در طول فصل دوم سریال گنجانده شد.
قلماوی از سال ۲۰۱۵ در ایالات متحده اقامت دارد.

## فیلم‌شناسی

### فیلم
| سال  | عنوان               | نقش        | یادداشت |
| ---- | ------------------- | ---------- | ------- |
| ۲۰۰۶ | پنج شنبه            | کلی اسپنسر |         |
| ۲۰۰۷ | محبت                | لیلا       | کوتاه   |
| ۲۰۰۸ | بابا نوئل در بغداد  | هالا       | کوتاه   |
| ۲۰۱۱ | حساد الموتا         | زامبی تونل | کوتاه   |
| ۲۰۱۱ | سقوط بهشت           | جنی        | کوتاه   |
| ۲۰۱۲ | جنی به نام جین      | لوسی       | کوتاه   |
| ۲۰۱۳ | جن                  | عایشه      |         |
| ۲۰۱۳ | Moi aussi je t'aime |            | کوتاه   |
| ۲۰۱۹ | تخت خواب            | زن         | کوتاه   |
| ۲۰۱۹ | رهگذر               | صبا        | کوتاه   |
| ۲۰۱۹ | ۱ از ۳۰             | فاطمه      | کوتاه   |
| ۲۰۱۹ | سعید                | شکایت کن   | کوتاه   |
| ۲۰۲۱ | باهم باهم           | کارلی      |         |
| ۲۰۲۱ | میت کیوت            | دختر       | کوتاه   |

### تلویزیون
| سال        | عنوان           | نقش          | یادداشت                    |
| ---------- | --------------- | ------------ | -------------------------- |
| ۲۰۱۱       | چک کردن         | رایا         | اپیزود: «Sneak Peek»       |
| ۲۰۱۷       | خانم وزیر       | مونا آلسنانی | قسمت: «Off The Record»     |
| ۲۰۱۷       | شجاع            | مینا بایود   | قسمت: «It's All Personal»  |
| ۲۰۱۷       | راه طولانی خانه | فیضه         | مینی سریال نشنال جئوگرافیک |
| ۲۰۱۷       | BKPI            | آمینا        | اپیزود: «Mister Flasher»   |
| ۲۰۱۸       | اف‌بی‌آی          | نیتا کیالی   | قسمت: «Green Birds»        |
| ۲۰۱۹–اکنون | رامی            | دنا حسن      | نقش اصلی                   |
| ۲۰۲۲       | شوالیه ماه      | لیلا الفاولی | نقش اصلی                   |

### بازی‌های ویدئویی
| سال  | عنوان        | نقش      | یادداشت |
| ---- | ------------ | -------- | ------- |
| ۲۰۲۰ | ان‌بی‌ای ۲کا۲۱ | الی مالک | نقش صدا |